# Diócesis de Grand Island
La diócesis de Grand Island (en latín: Dioecesis Insulae Grandis y en inglés: Roman Catholic Diocese of Grand Island) es una circunscripción eclesiástica de la Iglesia católica en Estados Unidos. Se trata de una diócesis latina, sufragánea de la arquidiócesis de Omaha. Desde el 14 de enero de 2015 su obispo es Joseph Gerard Hanefeldt.

## Territorio y organización
La diócesis tiene 108 800 km² y extiende su jurisdicción sobre los fieles católicos de rito latino residentes en parte del estado de Nebraska, comprendiendo los condados de: Buffalo, Sherman, Valley, Garfield, Loup, Custer, Blaine, Brown, Keya Paha, Logan, Thomas, Hooker, McPherson, Grant, Cherry, Rock, Garden, Morrill, Cheyenne, Kimball, Banner, Box Butte, Scotts Bluff, Sioux, Dawes, Sheridan, Wheeler, Greeley, Howard y la parte de los condados de Deuel, Dawson, Lincoln, Keith y Hall que se ubica al norte de los ríos Platte y Platte Sur.
La sede de la diócesis se encuentra en la ciudad de Grand Island, en donde se halla la Catedral de la Natividad de la Santísima Virgen María.
En 2023 en la diócesis existían 67 parroquias.

## Historia

### Antecedentes
La diócesis de Kearney fue erigida el 8 de marzo de 1912 tomando su territorio de la diócesis de Omaha (hoy arquidiócesis de Omaha).
El 13 de mayo de 1916 la diócesis de Omaha le cedió más territorio, incluyendo la ciudad de Grand Island.

### Diócesis de Grand Island
El 11 de abril de 1917, mediante el decreto Recto et utili de la Congregación Consistorial], la sede de la diócesis de Kearney fue trasladada a la ciudad de Grand Island y tomó el nombre de diócesis de Grand Island. James Albert Duffy continuó como obispo de la nueva diócesis.
La catedral de la Natividad de la Santísima Virgen María fue construida a partir de 1926 y consagrada el 5 de julio de 1928.
El obispo Stanislaus Bona durante la Segunda Guerra Mundial asistió a los prisioneros de guerra alemanes e italianos recluidos en campos de concentración ubicados dentro del territorio de la diócesis.
Originalmente sufragánea de la arquidiócesis de Dubuque, pasó a formar parte de la provincia eclesiástica de Omaha el 4 de agosto de 1945.

## Estadísticas
Según el Anuario Pontificio 2024 la diócesis tenía a fines de 2023 un total de 48 363 fieles bautizados.
| Año                                                                             | Población            | Población | Población      | Sacerdotes | Sacerdotes    | Sacerdotes    | Bautizados por sacerdote | Diáconos permanentes | Religiosos | Religiosos | Parroquias |
| Año                                                                             | Bautizados católicos | Total     | % de católicos | Total      | Clero secular | Clero regular | Bautizados por sacerdote | Diáconos permanentes | Varones    | Mujeres    | Parroquias |
| ------------------------------------------------------------------------------- | -------------------- | --------- | -------------- | ---------- | ------------- | ------------- | ------------------------ | -------------------- | ---------- | ---------- | ---------- |
| 1950                                                                            | 30 432               | 296 076   | 10.3           | 87         | 84            | 3             | 349                      |                      | 2          | 239        | 53         |
| 1966                                                                            | 48 766               | 290 000   | 16.8           | 94         | 92            | 2             | 518                      |                      | 2          | 225        | 95         |
| 1970                                                                            | 49 234               | 298 700   | 16.5           | 85         | 83            | 2             | 579                      |                      | 2          | 176        | 59         |
| 1976                                                                            | 52 150               | 297 485   | 17.5           | 75         | 73            | 2             | 695                      |                      | 4          |            | 90         |
| 1980                                                                            | 51 846               | 299 300   | 17.3           | 75         | 73            | 2             | 691                      |                      | 2          |            | 90         |
| 1990                                                                            | 51 953               | 316 000   | 16.4           | 83         | 83            |               | 625                      |                      | 1          | 98         | 89         |
| 1999                                                                            | 53 967               | 290 429   | 18.6           | 80         | 80            |               | 674                      |                      |            | 98         | 43         |
| 2000                                                                            | 55 447               | 298 027   | 18.6           | 69         | 69            |               | 803                      |                      |            | 98         | 83         |
| 2001                                                                            | 56 879               | 295 176   | 19.3           | 66         | 66            |               | 861                      |                      |            | 98         | 83         |
| 2002                                                                            | 55 206               | 295 176   | 18.7           | 66         | 66            |               | 836                      |                      |            | 98         | 82         |
| 2003                                                                            | 54 549               | 295 176   | 18.5           | 65         | 65            |               | 839                      |                      |            | 98         | 82         |
| 2004                                                                            | 57 460               | 295 176   | 19.5           | 63         | 63            |               | 912                      |                      |            | 73         | 36         |
| 2006                                                                            | 58 200               | 303 500   | 19.2           | 60         | 60            |               | 970                      |                      |            | 70         | 49         |
| 2013                                                                            | 55 800               | 316 000   | 17.7           | 61         | 55            | 6             | 914                      | 7                    | 6          | 50         | 76         |
| 2016                                                                            | 56 993               | 322 258   | 17.7           | 62         | 60            | 2             | 919                      | 10                   | 2          | 35         | 69         |
| 2019                                                                            | 58 250               | 329 300   | 17.7           | 59         | 57            | 2             | 987                      | 15                   | 2          | 32         | 69         |
| 2021                                                                            | 46 390               | 280 181   | 16.6           | 59         | 56            | 3             | 786                      | 14                   | 3          | 26         | 69         |
| 2023                                                                            | 48 363               | 288 741   | 16.7           | 53         | 52            | 1             | 912                      | 19                   | 1          | 19         | 67         |
| Fuente: Catholic-Hierarchy, que a su vez toma los datos del Anuario Pontificio. |                      |           |                |            |               |               |                          |                      |            |            |            |

## Episcopologio
- James Albert Duffy † (11 de abril de 1917-5 de junio de 1931 renunció[nota 1])
- Stanislaus Vincent Bona † (18 de diciembre de 1931-2 de diciembre de 1944 nombrado obispo coadjutor de Green Bay[nota 2])
- Edward Joseph Hunkeler † (10 de marzo de 1945-31 de marzo de 1951 nombrado obispo de Kansas City)
- John Linus Paschang † (28 de julio de 1951-25 de julio de 1972 retirado)
- John Joseph Sullivan † (25 de julio de 1972-27 de junio de 1977 nombrado obispo de Kansas City-Saint Joseph)
- Lawrence James McNamara † (10 de enero de 1978-14 de octubre de 2004 retirado)
- William Joseph Dendinger (14 de octubre de 2004-14 de enero de 2015 retirado)
- Joseph Gerard Hanefeldt, desde el 14 de enero de 2015